# كأس بطولة الولايات المتحدة المفتوحة 1914–15
كأس بطولة الولايات المتحدة المفتوحة 1914–15 (بالإنجليزية: 1914–15 National Challenge Cup)‏ هو موسم من كأس بطولة الولايات المتحدة المفتوحة. كان عدد الأندية المشاركة فيه 64، وفاز فيه Bethlehem Steel F.C. (1907–1930) ‏.